# Carlo Jacobsen
Carlo Jacob Peter Jacobsen (* 10. Juni 1884 in Kopenhagen-Nørrebro, Dänemark; † 17. Oktober 1960 in Kopenhagen-Brønshøj) war ein dänischer Kunstmaler, Filmarchitekt und Ausstatter.

## Leben und Wirken

### Ausbildung und frühe Jahre
Carlo Jacobsen wurde im Kopenhagener Außenbezirk Nørrebro als Sohn von Sidse Kirstine und Jacob Josef Benjamin Jacobsen geboren, weitere sechs Geschwister sollten folgen. Bereits im Alter von neun Jahren begann Carlo in einer Tabakfabrik ab sieben Uhr morgens täglich fünf Stunden zu arbeiten, anschließend (nach 12 Uhr) besuchte er die Schule. Nach dem Schulabschluss ging er tagsüber ins Büro, um dort kleinere Arbeiten zu verrichten, abends folgte ein Besuch einer Kaufmannsschule. Dieses eintönigen Lebens bald überdrüssig, verließ Jacobsen als junger Mann Dänemark und ging nach Berlin, um sich an der Kunstakademie ausbilden zu lassen. Nebenbei verdiente er sich seinen Lebensunterhalt als Angestellter einer großen deutschen Firma, die sich auf die Herstellung von Ausstattungen europäischer Theater spezialisiert hatte. Hier erlernte er eine damals neue, revolutionäre Art der Bühnendekoration: das plastische Szenenbild, angefertigt aus Pappmaché.

### Erfolge beim Stummfilm
Nach seiner Rückkehr nach Dänemark im Jahr 1908 wurde Carl Jacobsen vom Theatermaler Carl Lund angestellt und lieferte ganze Szenenbilder für Theater in Kopenhagen und der Provinz. Als Jacobsen erfuhr, dass die Nordisk Film, damals eine der führenden europäischen Filmproduktionsgesellschaften, neue Leute für die Dekorationsmalerei suchte, bewarb sich Jacobsen und wurde im Februar 1914 übernommen. Nach frühen Entwürfen als Filmarchitekt ließ man Jacobsen 1917 die Kulissen zu dem ambitionierten Science-Fiction-Film Das Himmelsschiff mitgestalten. Doch erst die Begegnung mit dem Regisseur A. W. Sandberg sollte Jacobsens Karriere befeuern. Für das Gros seiner Inszenierungen gestaltete er die Kulissen; besondere Aufmerksamkeit erfuhren Jacobsens Filmbauten zu mehreren Verfilmungen nach Charles Dickens wie beispielsweise David Copperfield. Nach beider Zusammenarbeit zu der deutschen Literaturadaption Eheskandal im Hause Fromont jr. und Risler sr. zog sich Carlo Jacobsen vorübergehend vom Film zurück. Ende der 1920er bis Mitte der 1930er Jahre errichtete Carlo Jacobsen stattdessen zahlreiche Außendekorationen für Partyveranstaltungen im Tivoli. Unter anderem baute er 1934 aus alten Gebäuden einen Gasthof namens „Fiskerlejet“, der so beliebt wurde, dass er als “Færgekroen” (Fährgasthaus) bestehen blieb.

### Die späten Jahre beim Tonfilm
Die Zusammenarbeit mit A.W. Sandberg wurde erst 1936 wieder aufgenommen, als Sandberg nach seiner Rückkehr aus dem Ausland von der Filmgesellschaft Palladium eingeladen wurde, einen Roman von Walther Christmas zu verfilmen. Daraus entstand Millionærdrengen; es sollte nicht nur Jacobsens erster Tonfilm, sondern zugleich auch die letzte gemeinsame Spielfilm-Arbeit des Erfolgsduos Sandberg-Jacobsen werden. 1938, nach dem überraschenden Tod Sandbergs, wurde Carlo Jacobsen von der Regisseurin Alice O'Fredericks zur zwei Jahre zuvor gegründeten ASA-Film geholt. In den Jahren 1942 und 1943 fertigte er Dekorationen für acht kostengünstige Spielfilme der ASA an. Die Außenszenen für mehrere von ihnen wurden im Dorf Skovlunde in der Kommune Ballerup-Maaløv (heute: Kommune Ballerup) aufgenommen, wo Jacobsen von 1941 bis 1958 selbst lebte. Nach dem Krieg ließ der Filmarchitekt, der sich zwischendurch auch immer wieder als Kunstmaler betätigt hatte, seine filmische Karriere allmählich ausklingen. Nach der Zusammenarbeit mit dem von ihm sehr geschätzten Regisseur Carl Theodor Dreyer bei dem knapp viertelstündigen Dokumentarfilm Die dänische Dorfkirche, für die Jacobsen eine Trickdekoration anfertigte, die die Entwicklungsgeschichte des Kirchengebäudes zeigte, zog sich Carlo Jacobsen endgültig aus der Kinobranche zurück.

### Familie
Aus der Ehe mit seiner Frau Astrid Leonora ging ein Sohn, Jacob Carlo Jacobsen, hervor. Dieser wanderte um 1948 in die Vereinigten Staaten aus und machte dort unter dem neu angenommenen Namen Jack C. Jacobsen (1915–1987) Karriere als Tontechniker bei so bekannten Hollywood-Produktionen wie Big Boy, jetzt wirst Du ein Mann! (1966), Auftrag: Mord (1968), Stiletto (1968), John und Mary (1969), Schloß der Vampire (1970), Wer ist Harry Kellerman? (1971), Wo Gangster um die Ecke knallen (1971), Sommerwünsche – Winterträume (1973), Das Nervenbündel (1974), Apocalypse Now (1976/77), Die Warriors (1978), Gloria, die Gangsterbraut (1979), Endlose Liebe (1980), Fort Apache – The Bronx (1980), Der weiße Hai 3-D (1983) und Cotton Club (1984).

## Filmografie
- 1913: Der schwarze Tod (Mens Pesten raser)
- 1916: Die Perle des Osires (Mumiens Halsbaand)
- 1916: Das Geheimnis der Sphinx (Sfinxens Hemmelighed)
- 1916: Das zweite Ich (Lykken)
- 1917: De sorte kugle
- 1917: Die Kinder des Westens (Vestens Børn)
- 1918: Gar el Hama V
- 1918: Das Himmelsschiff (Himmelskibet)
- 1919: Die Geheimnisse der Themse (Vor fælles ven)
- 1919: Im Rausche der Macht (Prometheus I - II)
- 1921: Das Rätsel der Nacht (Kan disse Øjne lyve?)
- 1922: Große Erwartungen (Store forventninger)
- 1922: Der letzte Sprößling des Geschlechtes (Den sidste af Slægten)
- 1922: Des Landsknechts letzte Liebe (Lasse Månsson fra Skaane)
- 1922: David Copperfield (David Copperfield)
- 1923: Der letzte Tanz (Den sidste Dans)
- 1923: Um Schlag 12 Uhr nachts (Paa Slaget 12)
- 1923: Der Schrei aus der Moräne (Morænen)
- 1923: Die Insel der Erfüllung / Die Liebesfalle (Kærligheds-Øen)
- 1924: Fräulein Sherlock Holmes (Min Ven Privatdetektiven)
- 1924: Das Wiener Kind (Wienerbarnet)
- 1924: Klein Dorrit (Lille Dorrit)
- 1924: Auch ein Mädel kann sich irren (Kan Kvinder fejle?)
- 1924: Im Sonnental (Solskinsdalen)
- 1925: Wer trägt die Schuld? (Det store Hjerte)
- 1925: Wenn zwei sich lieben (Fra Piazza del Popolo)
- 1926: Die Lieblingsfrau des Maharadscha (Maharadjahens yndlingshustru III)
- 1926: Das verlorene Glück (Det savende Hus)
- 1926: Der tanzende Tor (Klovnen)
- 1927: Eheskandal im Hause Fromont jr. und Risler sr.
- 1936: Millionærdrengen
- 1937: Vikingerne, deres Forfædre og Efterkommere (mittellanger Dokumentarfilm)
- 1938: Blåvand melder Storm
- 1940: Västkustens hjältar
- 1940: I de gode gamle dage
- 1942: Lykken kommer
- 1943: Hans onsdagsveninde
- 1943: Ebberød Bank
- 1944: Fra Danmarks oldtid (Dokumentarfilm)
- 1947: Die dänische Dorfkirche (Landsbykirken) (Kurzdokumentarfilm)